# 1932年度の将棋界
1932年度の将棋界（1932ねんどのしょうぎかい）では、1932年（昭和7年）4月から1933年（昭和8年）3月の将棋界に関する出来事について記述する。

## できごと

### 1932年7月
- 1日 - 2月に家出した升田幸三が、木見金治郎八段宅に辿り着く。内弟子となる[1]。

### 1932年12月
- 25日 - 金子金五郎七段が八段昇段。読売新聞は木村義雄八段との「木村・金子十番将棋」を企画する[2]。

### 1933年2月
- 6日 - 新聞将棋の開拓者として知られている三木愛花が死去。享年72歳[1]。

### 1933年3月
- 2日 - 「木村・金子十番将棋」の観戦記が連載開始。十番将棋の結果は、木村が4連勝した段階で打ち切りとなる[2]。

## 昇段・引退
| 昇段 | 棋士       | 昇段日         | 注    |
| ---- | ---------- | -------------- | ----- |
| 四段 | 畝美与吉   | 1932年         | [ 3 ] |
| 五段 | 大野源一   | 1932年         | [ 4 ] |
| 五段 | 坂口允彦   | 1932年         | [ 5 ] |
| 六段 | 斎藤銀次郎 | 1932年         |       |
| 六段 | 藤内金吾   | 1932年         | [ 3 ] |
| 七段 | 萩原淳     | 1932年         | [ 6 ] |
| 八段 | 金子金五郎 | 1932年12月25日 | [ 2 ] |